# Габуния, Евгений Дзукуевич
Евгений Дзукуевич Габуния (1927—2009) — советский и молдавский писатель, журналист и сценарист. Член Союза писателей и Союза журналистов.

## Биография
Родился в грузинской семье. С 1943 до 1946 учился в Батумском мореходном училище. В 1953 году окончил факультет журналистики Ленинградского университета. В последующие годы работал в различных периодических изданиях Кишинёва: «Советская Молдавия» и «Юный ленинец», а затем с 1968 года в журнале «Кодры», сначала ответственным секретарём, а затем заведовал отделом прозы. Сотрудничал с киностудией «Молдова-фильм». Член Союза журналистов Республики Молдова.

## Сценарии
- документальный фильм «Живая связь времён», 1979.

## Книги
- Габуния Е. Д. Хождение за шесть морей. 19??.
- Габуния Е. Д. Прицельный выстрел. 1978.
- Габуния Е. Д. Когда цепь замыкается…. 1981.
- Габуния Е. Д. Двенадцать телеграфных переводов. 1986.
- Габуния Е. Д. На исходе ночи. 1987.
- «Советский детектив», № 29. Юзефович Л. А. Клуб «Эсперо»; Габуния Е. Д. Ангел пустыни. По обе стороны Днестра. — М.: Легпромбытиздат, 1990.